# Václav Mottl
Václav Mottl   (Praga, 19 de maig de 1914 - Praga, 16 de juny de 1982) fou un piragüista txecoslovac que va competir durant la dècada de 1930.
El 1936 va prendre part en els Jocs Olímpics de Berlín on, fent parella amb Zdeněk Škrland, guanyà la medalla d'or en la competició del C-2 10.000 metres del programa de piragüisme.
En el seu palmarès també destaca una medalla de bronze al Campionat del món en aigües tranquil·les de 1938.